# Cameron Baerg
Cameron Baerg, född den 17 oktober 1972 i Saskatoon i Kanada, är en kanadensisk roddare.
Han tog OS-silver i fyra utan styrman i samband med de olympiska roddtävlingarna 2004 i Aten.